# Krigsherre
En krigsherre er et begreb, som kan være vanskeligt at definere nøjagtigt, men som er blevet benyttet særligt om relativt autonome militære ledere, som har kontrol over en militær styrke (milits), men som ikke er alment anerkendt som leder af det område, som de i kraft af deres styrker behersker. Oprindeligt betegnede ordet det statsoverhoved i et land, som har ret til at erklære krig på landets vegne.
Nogen gange kan de være helt selvudnævnte, eller valgt af og blandt de soldater/militante de er udgået fra. Det kan også dreje sig om oprindeligt statslige legitime militære ledere, som er gået ud over deres fuldmagter og handler selvstændigt.
Begrebet er blevet benyttet lidt forskelligt men har været brugt mange steder og i mange tidsepoker, for eksempel om Afrika, Europa (især på Balkan, men også i ældre europæisk historie blandt andet om kosakkernes Hétman), Japan (for eksempel om shogunerne) og om det gamle og det nyere Kina. I Kina tales således om krigsherre-tiden i begyndelsen af 1900-tallet, en periode som varede i to til tre tiår efter, at kejsertiden var afsluttet og Republikken Kina officielt udråbt.
På dansk er ordet blandt andet anvendt i Dansk Biografisk Lexikon